# Protestantyzm w Czadzie
Protestantyzm w Czadzie według różnych badań wyznaje od 1 do 2 miliona osób, co stanowi 10–18% populacji. Jako pierwsi do Czadu w 1920 roku przybyli amerykańscy misjonarze baptystyczni.
Największe kościoły w kraju, w 2010 roku, według Operation World:
| Kościół                                  | Liczba członków | Liczba wiernych | Procent ludności |
| ---------------------------------------- | --------------- | --------------- | ---------------- |
| Kościół Ewangeliczny Czadu (EET)         | 350 000         | 450 000         | 3,91%            |
| Zbory Chrześcijańskie (ACT)              | 153 333         | 230 000         | 2,00%            |
| Kościół Baptystyczny                     | 45 939          | 151 600         | 1,32%            |
| Luterański Kościół Braci                 | 25 000          | 102 667         | 0,89%            |
| Grace Brethren (EEF)                     | 19 000          | 45 000          | 0,39%            |
| Kościół Ewangeliczny w Chrystusie (ECWA) | 9700            | 24 250          | 0,21%            |
| Kościół Boży (Cleveland)                 | 8600            | 23 130          | 0,2%             |
| Bracia plymuccy                          | 5000            | 15 000          | 0,13%            |
| Biblijny Kościół Głębszego Życia         | 6000            | 15 000          | 0,13%            |
| ECET                                     | 4800            | 12 000          | 0,1%             |
| Zbory Ewangeliczne                       | 4800            | 12 000          | 0,1%             |
| Kościół Adwentystów Dnia Siódmego        | 3700            | 8000            | 0,07%            |
| Czadyjski Kościół Ewangeliczny           | 3100            | 7750            | 0,07%            |
| Kościół Apostolski                       | 1200            | 3000            | 0,02%            |
| Kościół Baptystyczny (IMB)               | 1800            | 2700            | 0,02%            |